# Agoriinae
Sous-famille
Les Agoriinae sont une sous-famille d'araignées sauteuses qui comprend trois tribus distribuées en Asie du Sud et en Océanie.

## Tribus
- Agoriini (1 genre)
- Dioleniini (6 genres)
- Piliini (2 genres)
- incertae sedis (3 genres: Efate, Leptathamas et Rarahu)